# Malacologie

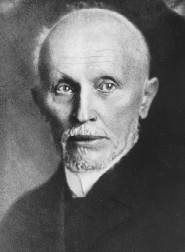
Johannes Thiele (1860-1935) is een beroemd Duits malacoloog.

Malacologie of weekdierkunde is de tak van de zoölogie die zich bezighoudt met de studie van mollusken ('weekdieren'). De mollusken vormen met ongeveer 100.000 nog levende soorten de op een na grootste stam in het dierenrijk. De term malacologie is een samenstelling uit het Griekse μαλακός (malakos) week en λόγος (logos) woord, gedachte, reden.
Malacologisch onderzoek omvat onder andere taxonomie, ecologie, en evolutie van mollusken. In de toegepaste malacologie worden mollusken gebruikt in onder meer medisch, veterinair, agrarisch, ecologisch, archeologisch en geologisch onderzoek. Mollusken zijn goede milieu indicatoren en worden daarom gebruikt in het volgen van waterkwaliteit van oppervlaktewater, het reconstrueren van het paleomilieu en het paleoklimaat in archeologische opgravingen en in faciesreconstructie van aardlagen in de geologie. Veel onderzoek wordt verricht naar de rol van mollusken in de overdracht van ziekten door parasieten zoals schistosomiasis en de leverbot.
De conchologie houdt zich in de beperkte betekenis bezig met de studie van het skelet van mollusken, zoals 'schelpen' en slakkenhuizen en is daarmee een onderdeel van de malacologie. Het onderscheid tussen de begrippen conchologie en malacologie werd vroeger erg scherp gemaakt, echter tegenwoordig zijn deze termen vrijwel synoniem. Er bestaan in veel landen zowel 'conchologische' als 'malacologische' verenigingen. Echter, in beide houdt men zich vaak bezig met alles wat onder molluskenonderzoek verstaan kan worden. Het onderscheid in de naamgeving is dan ook veelal historisch bepaald en dekt niet meer de oorspronkelijke inhoud.
Molluskenonderzoek is van oudsher op alle mogelijke niveaus gedaan. De kwaliteit van het onderzoek heeft niet altijd te maken met het onderscheid tussen 'amateurs' en 'beroeps', of tussen academici en niet-academici. Naast onderwerp van studie zijn mollusken ook van oudsher om esthetische redenen verzameld. Ook dit wordt onder de malacologie gerangschikt.
Doordat het kalkskelet van mollusken, zoals schelpen en slakkenhuizen, als fossiel goed bewaard blijven en er voor de studie betrekkelijk weinig geavanceerde hulpmiddelen nodig zijn, is de studie van fossiele schelpen van oudsher van groot belang geweest in de geologie. Veel geologische tijdperken zijn oorspronkelijk herkend en beschreven op grond van de erin voorkomende fossiele mollusken. Malacologie vormde vóór ongeveer halverwege de twintigste eeuw dan ook een belangrijk onderdeel van het geologisch curriculum aan de universiteit. Dat is tegenwoordig niet meer zo. Wel wordt 'paleomalacologie' nog steeds in Engeland en Frankrijk op universitair niveau onderwezen vanwege het belang voor paleomilieu bepalingen bij archeologische opgravingen. In Nederland wordt het belang daarvan niet ingezien.
Nederland kent/kende veel bekende malacologen. De meeste hebben zich met taxonomie (als amateur of beroepsmatig) beziggehouden. Echter aan universiteiten en andere onderzoeksinstelling is altijd veel onderzoek aan (of met behulp van) mollusken gedaan. Het onderzoek aan het zenuwstelsel van de Poelslak (Lymnaea stagnalis) dat over vele jaren bij de Vrije Universiteit verricht werd, is wereldberoemd. Thans wordt er malacologisch onderzoek verricht aan de Radboud Universiteit, Naturalis, en het Instituut voor Taxonomische Zoölogie van de Universiteit van Amsterdam. Fossiele mollusken zijn in Nederland al heel lang onderwerp van studie. Bij de voormalige Rijks Geologische Dienst (nu TNO-NITG) is heel lang molluskenonderzoek ten behoeve van de geologische kartering van Nederland gedaan. Dat onderzoek is echter na ruim 95 jaar in 2000 gestopt. De op dit onderzoek gebaseerde molluskencollectie is ondergebracht bij Naturalis. Deze collectie is de belangrijkste van haar soort in het Noordzee gebied en herbergt veel materiaal dat afkomstig is uit tertiaire en kwartaire lagen die in grondboringen en ontsluitingen zijn aangetroffen.
Veel mensen verzamelen en bestuderen mollusken om uiteenlopende redenen. Sinds 1934 verenigt de Nederlandse Malacologische Vereniging amateur en beroeps malacologen. In 1961 werd de Belgische Vereniging voor Conchyliologie opgericht en in 1966 de Société Belge de Malacologie. Na de zeventiger jaren van de twintigste eeuw zijn er in Nederland meer verenigingen en stichtingen bij gekomen. Belangrijke verzamelingen bevinden zich in de musea: Museum voor Natuurwetenschappen (Brussel), Naturalis, Rotterdams Natuur Museum en het Zoölogisch Museum Amsterdam. Een lijst met musea met een schelpenverzameling waarop ook kleinere musea staan is hier in te zien.

## Verenigingen
- American Malacological Society
- Stowarzyszenie Malakologów Polskich
- Société Belge de Malacologie - Franstalig
- Belgische Vereniging voor Conchyliologie - Nederlandstalig
- Conchological Society of Great Britain and Ireland
- Conchologists of America
- Friedrich Held Gesellschaft
- Nederlandse Malacologische Vereniging
- Eesti Malakoloogia Ühing
- European Quaternary Malacologists
- Freshwater Mollusk Conservation Society
- Deutsche Malakozoologische Gesellschaft
- Società Italiana di Malacologia
- Malacological Society of Australasia
- Malacological Society of London
- Malacological Society of the Philippines, Inc.
- Sociedad Española de Malacología
- Western Society of Malacologists

## Tijdschriften
Belangrijke malacologische tijdschriften zijn:
- American Malacological Bulletin[1]
- Basteria[2]
- Bulletin of Russian Far East Malacological Society[3]
- Festivus[4]
- Folia conchyliologica[5]
- Folia Malacologica[6]
- Heldia[7]
- Johnsonia
- Journal de Conchyliologie (belangrijk tijdschrift; uitgave gestopt)[8] op Biodiversity Heritage Library; volumes 1850-1938 op Bibliothèque nationale de France
- Journal of Conchology[9]
- Journal of Medical and Applied Malacology[10]
- Journal of Molluscan Studies
- Malacologia
- Ruthenica[11]
- Malacologica Bohemoslovaca[12]
- Malacological Review[13]
- Mollusca[14]
- Molluscan Research [15]
- Strombus[16]
- Tentacle - The Newsletter of the Mollusc Specialist Group of the Species Survival Commission of the International Union for Conservation of Nature.[17]
- The Nautilus - uitgegeven sinds 1886 door hetBailey-Matthews Shell Museum. De eerste twee jaargangen werden uitgegeven onder de naam The Conchologists’ Exchange.[18]
- The Veliger[19]
- 貝類学雑誌 Venus (Japanese Journal of Malacology)[20]